# Коптське мистецтво
Коптське мистецтво — термін, який використовують для опису мистецтва Єгипетських християн перших століть існування християнства, а також — художньої спадщини їх нащадків, коптів, від середніх віків і надалі.
Пам'ятники коптського мистецтва, що збереглись, — це, як правило, фрески, текстиль, ілюміновані манускрипти, а також вироби з металу, більшість з яких змогла уціліти в монастирях і церквах. Ці твори часто функціональні, межа між мистецтвом і ремісництвом в них зникає, сферою застосування майстерності ставали як туніки і надгробки, так і зображення святих.
Більшість найважливіших витворів коптського мистецтва зберігаються в Коптському музеї в каїрському кварталі, що називається «Коптський Каїр».

## Джерела і вплив

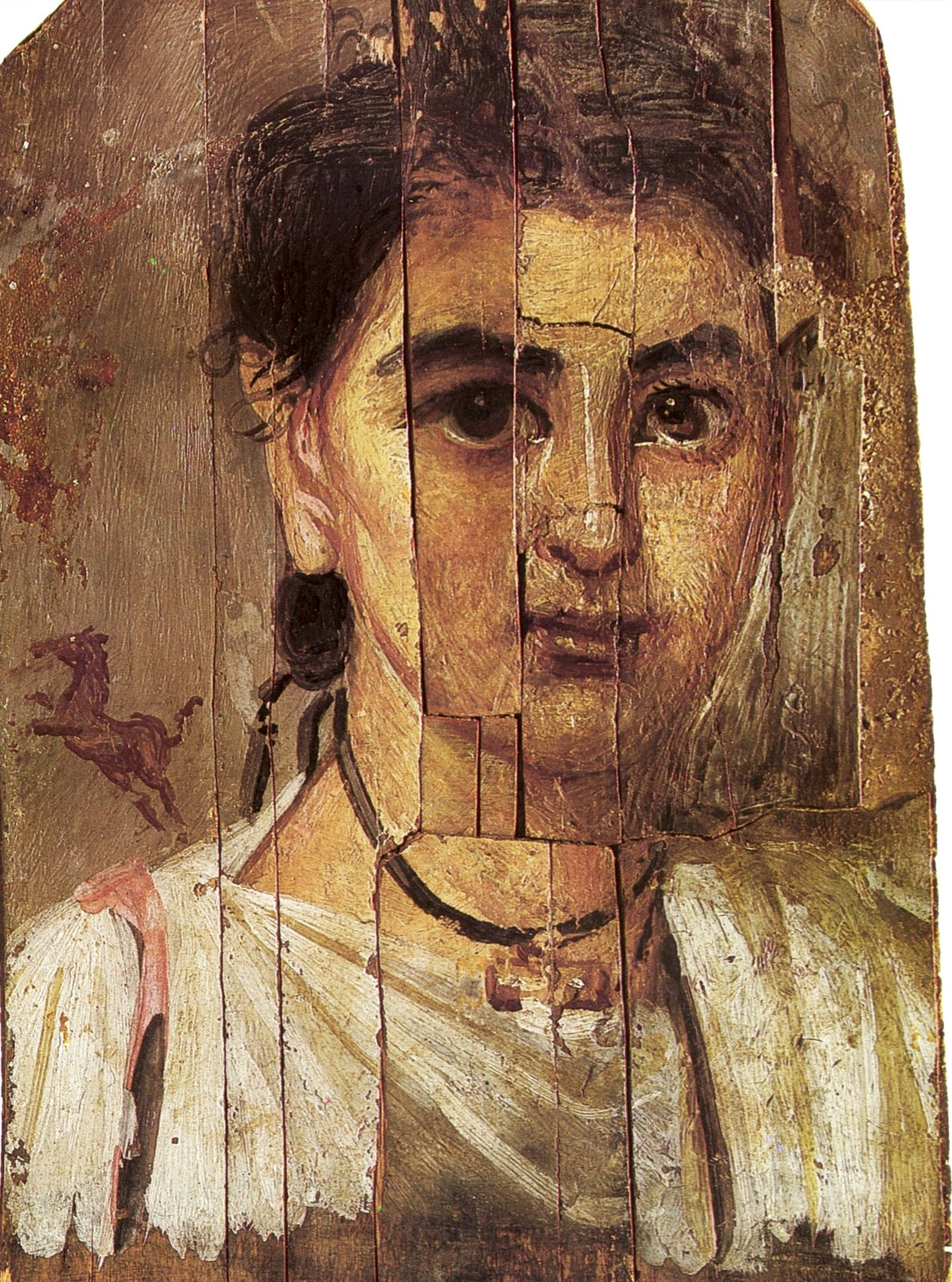
Один з фаюмських портретів що зображає хлопчика, 2 ст., Варшава. Енкавстика на дереві

### Нова коптська школа іконопису

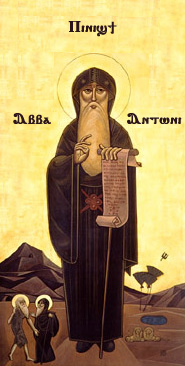
«Святия Антоній Великий». Сучасна ікона
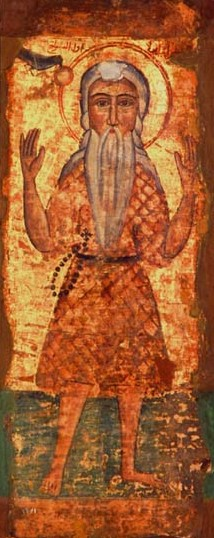
«Святий Павло Фівейський»

## Коптський текстиль

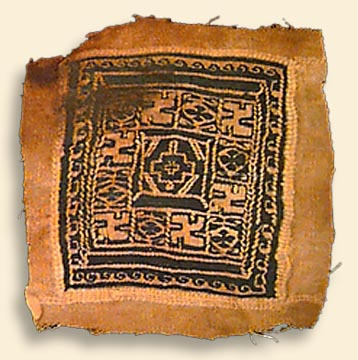
Орнамент на туніці, шерсть, гобелен, 10 століття. Колекція Каліфорнійської академії наук

## Галерея коптського мистецтва

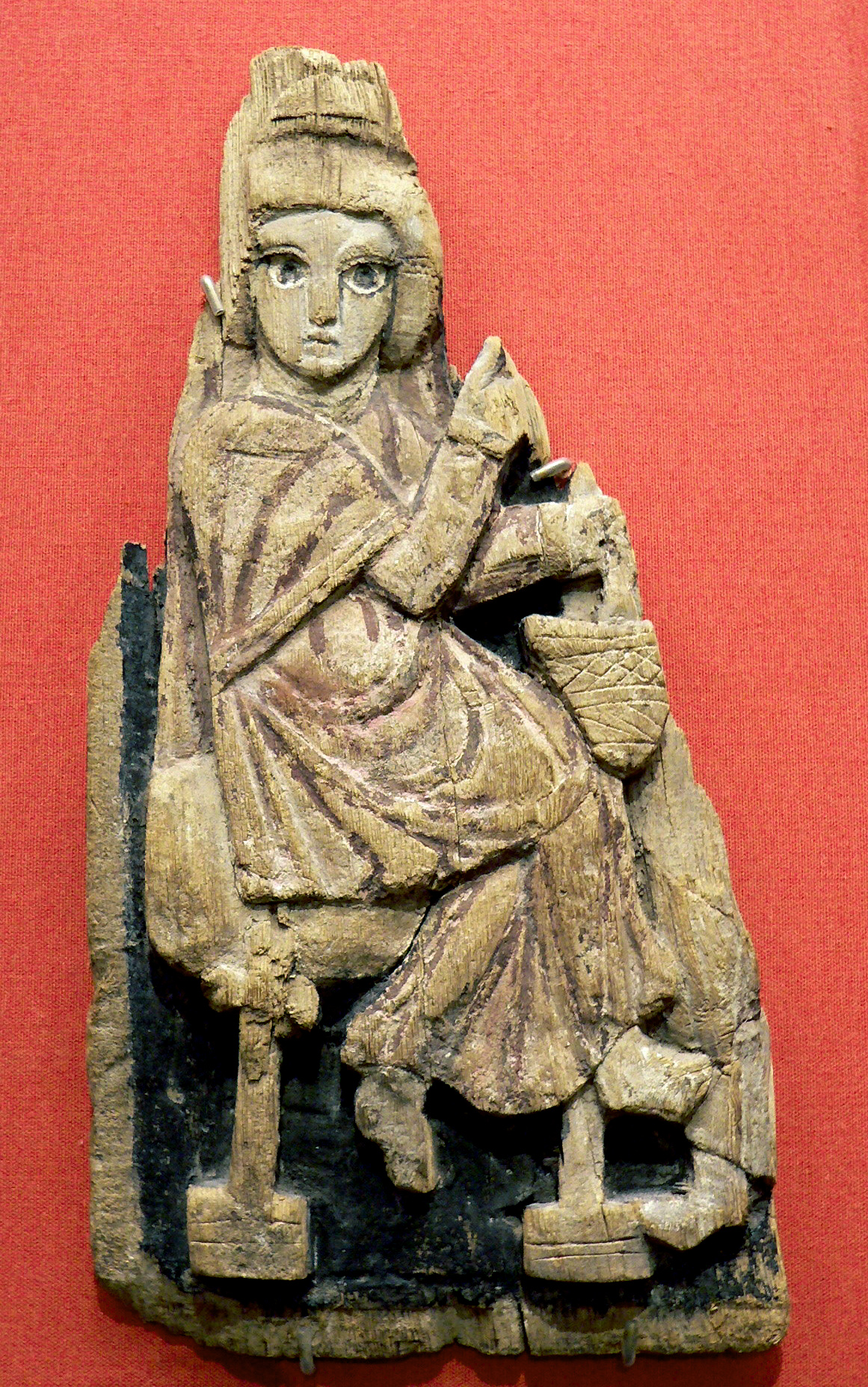
Частина дерев'яного барельєфу Благовіщення Пресвятої Богородиці, 5 ст., Лувр
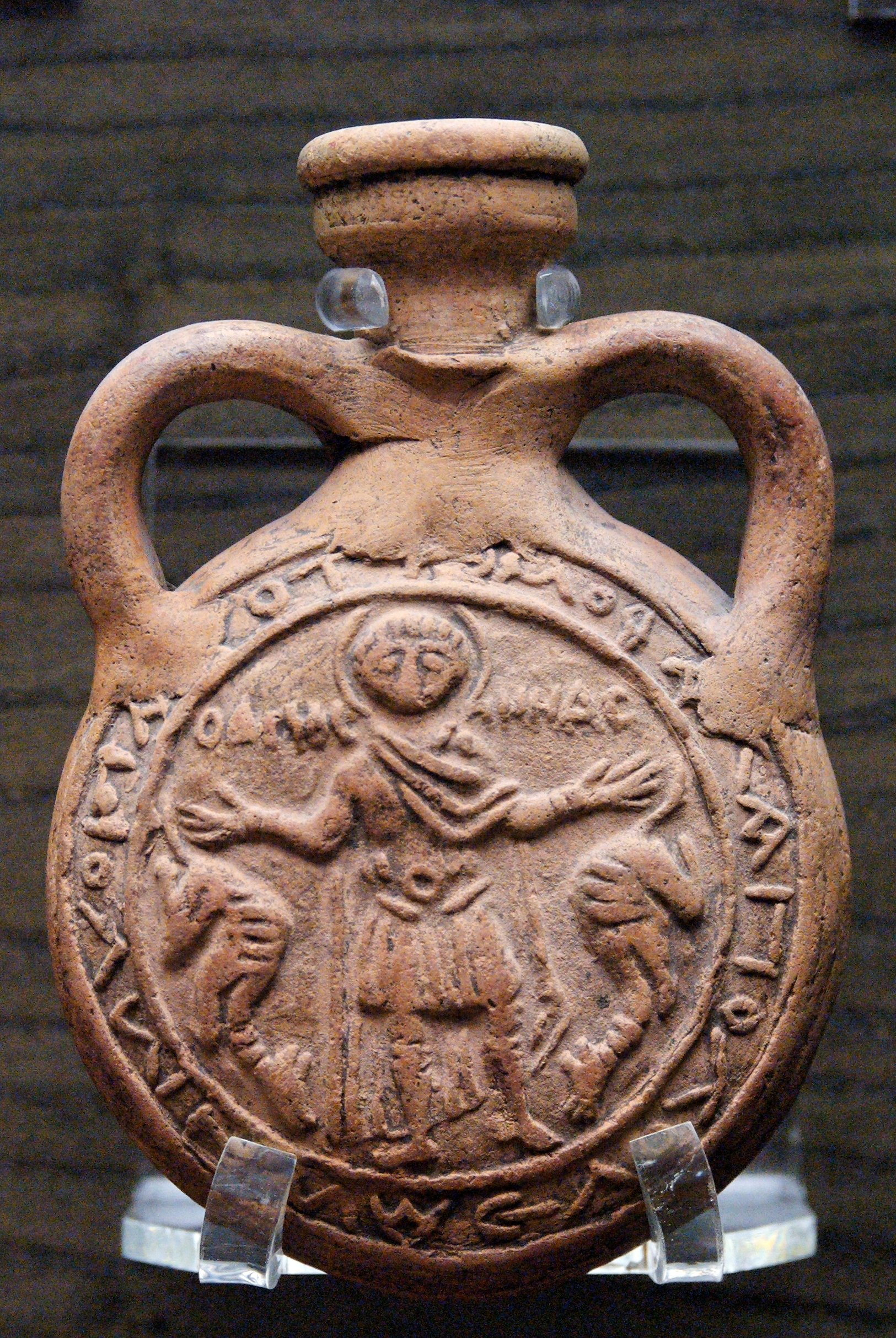
Теракотова паломницька фляга із зображенням Міни Котуанського між двома верблюдами, 6–7 ст., можливо, виготовлена в Абу-Мена, Лувр
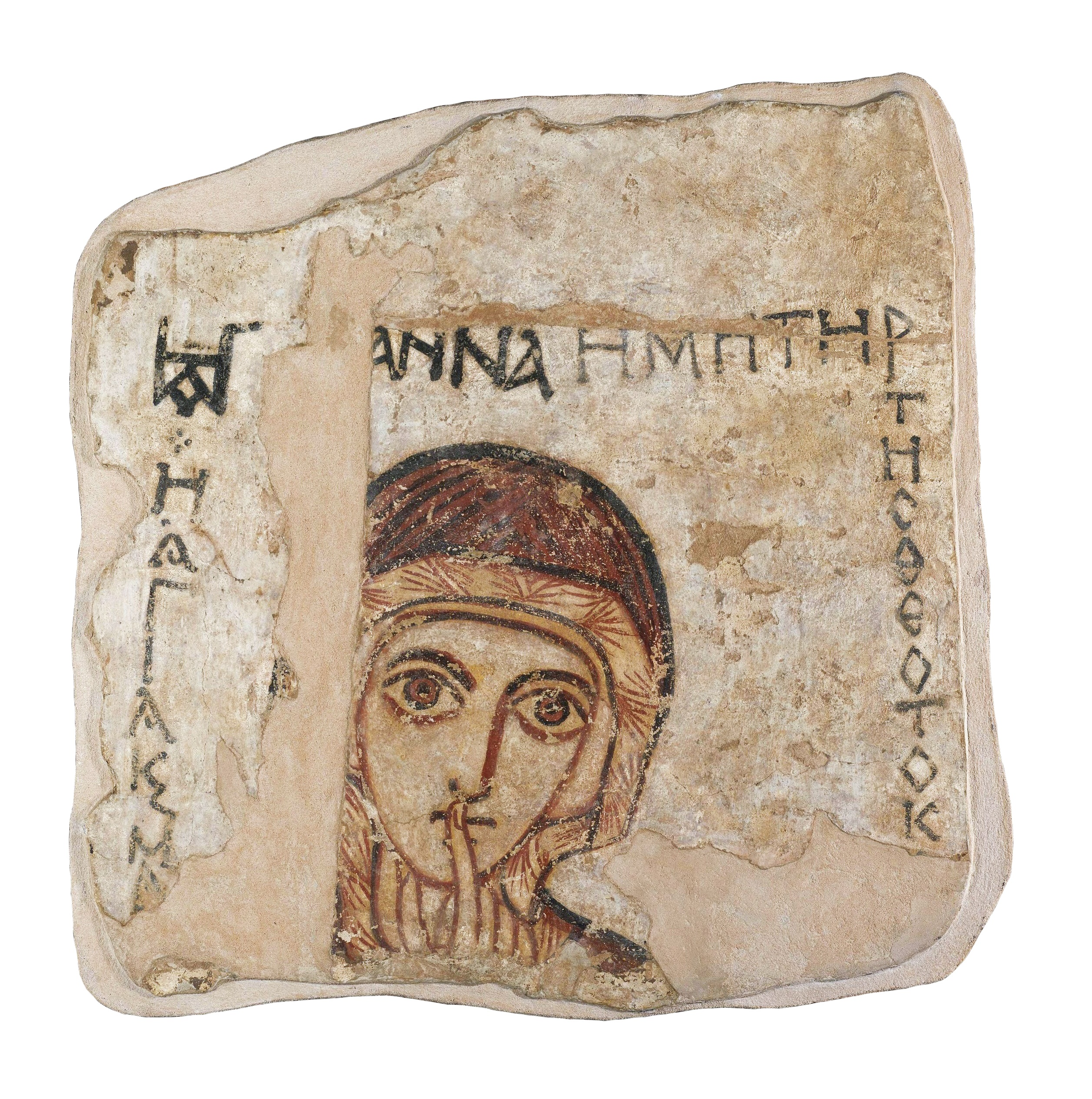
Свята Анна з Фаррасу, темпера на штукатурці, 8 ст., Національний музей у Варшаві
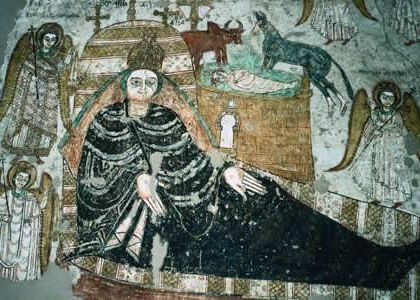
Коптська фреска 10 або 11 ст., Фаррас, Судан
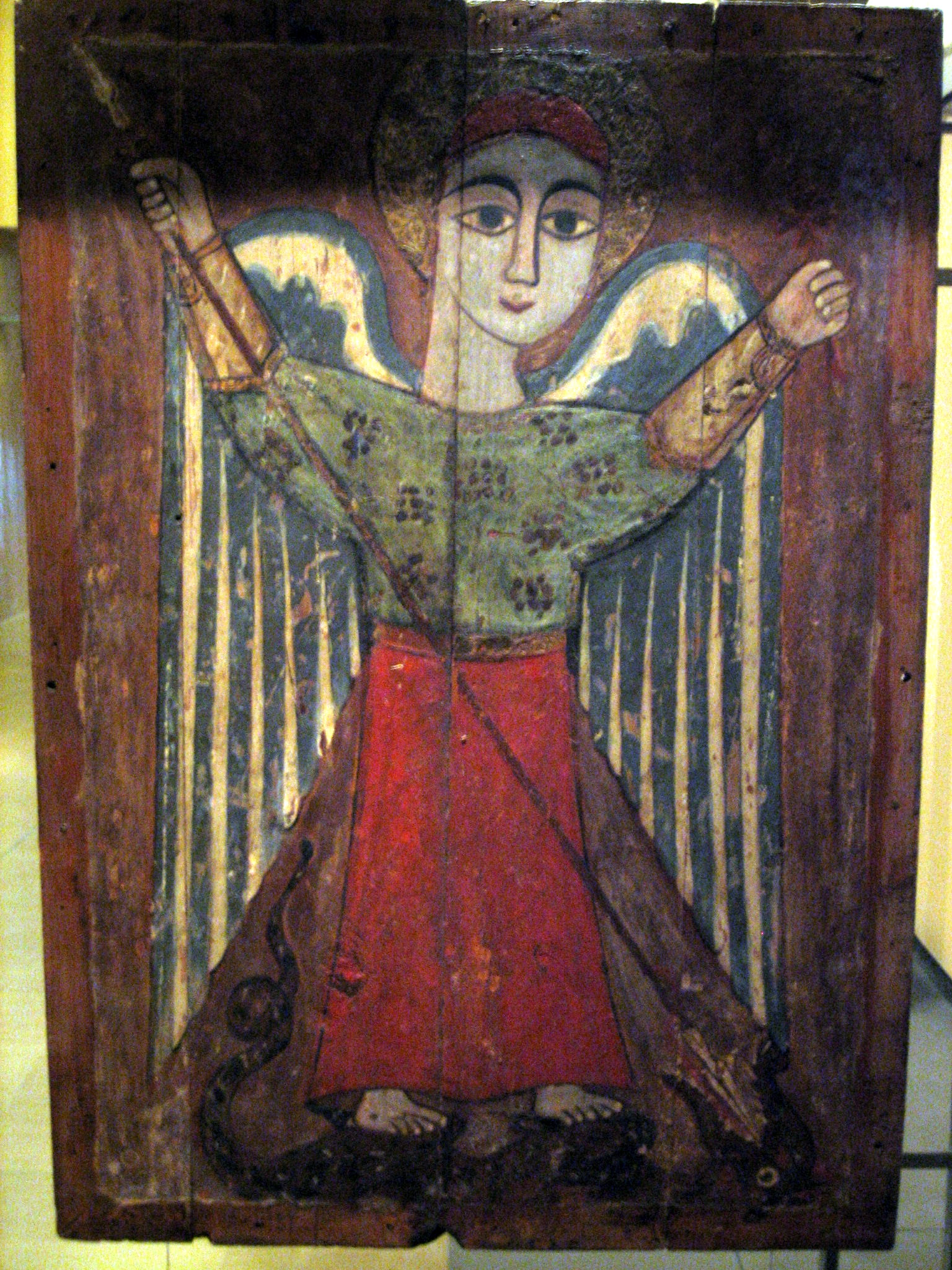
Копська ікона архангела 17 ст., Візантійський і християнський музей, Афіни
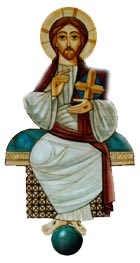
Сучасна коптська ікона Ісуса Христа